# Harry Shearer
Harry Julius Shearer (født 23. december 1943 i Los Angeles, Californien, USA) er en amerikansk komedie-og-voice-overskuespiller og manuskriptforfatter. Han er kendt for sin barndomskarriere og hans stemme for utallige figurer i The Simpsons.

## Karriere
Hans karriere begyndte allerede som barn i film som The Robe (1953) og TV-serien The Jack Benny Program (serien kørte fra 1950 til 1965). Han var med i Saturday Night Live fra 1979 til 1980. Han blev hurtigt fyrret på grund af kreativ uenighed. Senere udtalte han: «Jeg var kreativ, mens de var uenige» (orig. «I was creative, they were different»).
Shearer har publiceret tre bøger; Man Bites Town (en samling af Los Angeles Times Magazines-artikler han har lavet) og It's the Stupidity, Stupid. Den sidste, kaldet Not Enough Indiansprofil Arkiveret 17. februar 2006 hos  Wayback Machine, udkom iukendt, i hvert fald efter 2005.
Shearer er nok mest kendt for sit arbejde i The Simpsons. Der lægger han stemme til figurerne Mr. Burns, Waylon Smithers, Ned Flanders, Reverend Timothy Lovejoy, Kent Brockman, Dr. Julius Hibbert, Lenny Leonard og rektor Seymour Skinner plus mange andre småroller.
Han er også en habil musiker, først og fremmest bassist, og spiller i bandene Spinal Tap og The Folksmen i de fiktive dokumentarer This Is Spinal Tap og A Mighty Wind.
Han spillede også en gæsterolle i filmen Wayne's World 2 i 1993 som radioprogramværten «Handsome Dan»
Siden 1993 har Harry været gift med sanger Judith Owen.